# Allophylus dodsonii
Allophylus dodsonii är en kinesträdsväxtart som beskrevs av Alwyn Howard Gentry. Allophylus dodsonii ingår i släktet Allophylus och familjen kinesträdsväxter. Inga underarter finns listade i Catalogue of Life.